# Muralla de l'istme de Corint
La muralla de l'istme de Corint (o simplement muralla de l'istme) era una obra defensiva situada a l'istme de Corint.
L'Istme de Corint es va intentar fortificar amb una muralla en diferents èpoques. Alguns autors pensen que a l'època micènica ja es va aixecar un primer mur, que potser servia per marcar el límit d'un territori, però no s'han trobat restes d'una època tan reculada. A l'època clàssica, durant les guerres mèdiques també es va proposar la fortificació de l'istme per defensar-se de la invasió persa. Heròdot diu expressament que la muralla no serviria de res si no es tenia el domini naval, però afirma que el mur es va aixecar. Pausànias diu que durant la invasió dels gàlates l'any 279 aC, els peloponesis van amurallar l'istme de Corint des del Lequeu fins al Cèncrees.
Durant l'Imperi Romà s'esmenta la muralla de l'istme diverses vegades, i es diu que era un mur defensiu construït contra les invasions (dels bàrbars). Va ser restaurada per Valerià I a la meitat del segle iii i per Justinià I avançat el segle vi, i més tard, el 1415, pels romans d'Orient contra els turcs (que la van destruir). Els venecians la van reconstruir l'any 1463 però els turcs la van tornar a destruir. El 1699 aquesta muralla (o més exactament les seves restes) va ser definida com a frontera al tractat de Karlowitz entre venecians i otomans.